# Іжорія

Іжорський прапор (стяг Інгрії)

59°38′00″ пн. ш. 29°18′00″ сх. д. / 59.6333° пн. ш. 29.3° сх. д.
Іжорія або Інгрія (Інгерманландія, швед. Ingermanland, фін. Inkeri, Inkerinmaa, ест. Ingeri, Ingerimaa) — етнокультурний і історичний регіон, розташований по берегах Неви, обмежений Фінською затокою, річкою Нарвою, Чудським озером на заході і Ладозьким озером з прилеглими до нього рівнинами на сході. Межею з Фінською Карелією вважається річка Сестра.
У 1708, ці землі увійшли до складу великої Інгерманландської губернії, з 1710 — Санкт-Петербурзької губернії, а з 1927 — Ленінградської області (слід зазначити, що межі цих утворень не збігаються один з одним і значно змінювалися з часом). Історична Інгерманландія містить у собі місто Санкт-Петербург, а також райони Ленінградської області: Волосовський, Всеволозький, Гатчинський, Кингисеппський, Ломоносовський, Тосненський, а також захід Кіровського району до річки Лава.

## Історія
Перші сліди проживання людини на території сучасної Ленінградської області відноситься до епохи мезоліту (VIII — VII тисячоліття до Р. Х.). З III тисячоліття до Р. Х. за двома напрямами — з Уралу і з Прибалтики — сюди починають проникати фіно-угорські і прибалтійсько-фінські племена.
За часів вікінгів через територію Інгрії проходив торговий шлях «З варягів у греки», що робило регіон привабливим для скандинавської аристократії.
Існує кілька версій походження назви регіону. За однією з них, шведський король Олафа Шетконунга, коли його донька Інгігерда виходила заміж за князя Ярослава Мудрого, вніс як придане місто Альдейг'юборг (Стара Ладога) з прилеглими землями, які одержали відтоді назву Інгерманландії (землі Інгегерди). Відповідно до іншої точки зору, назва регіону походить від інгерманландського слова — фін. Inkerimaa, у значенні «земля інкері» (земля іжорців). У будь-якому, більшість дослідників сходиться у тому, що «Інгерманландія» являє собою топонім-гібрид, де до фінського кореня долучено шведське «ланд».

### Водська п'ятина Новгородської землі
З XI століття Іжорська земля входила до складу Новгородської землі. В цей період Новгород постійно вів війни зі шведами («Невська битва» 1240), данцями, а також з Тевтонським орденом («Льодове побоїще» 1242).
У 1280 закладено перша кам'яна фортеця на території Приневського краю — Копор'є.
1300, шведи заснували місто і фортецю Ландскрона при злитті Неви й Охти. Проте через рік вона була взята об'єднаною дружиною новгородців і місцевих карел і зруйнована дощенту. На місці колишньої Ландскрони тривалий час існувало «Невське уст'є» — новгородське торжище, тобто, ринок.

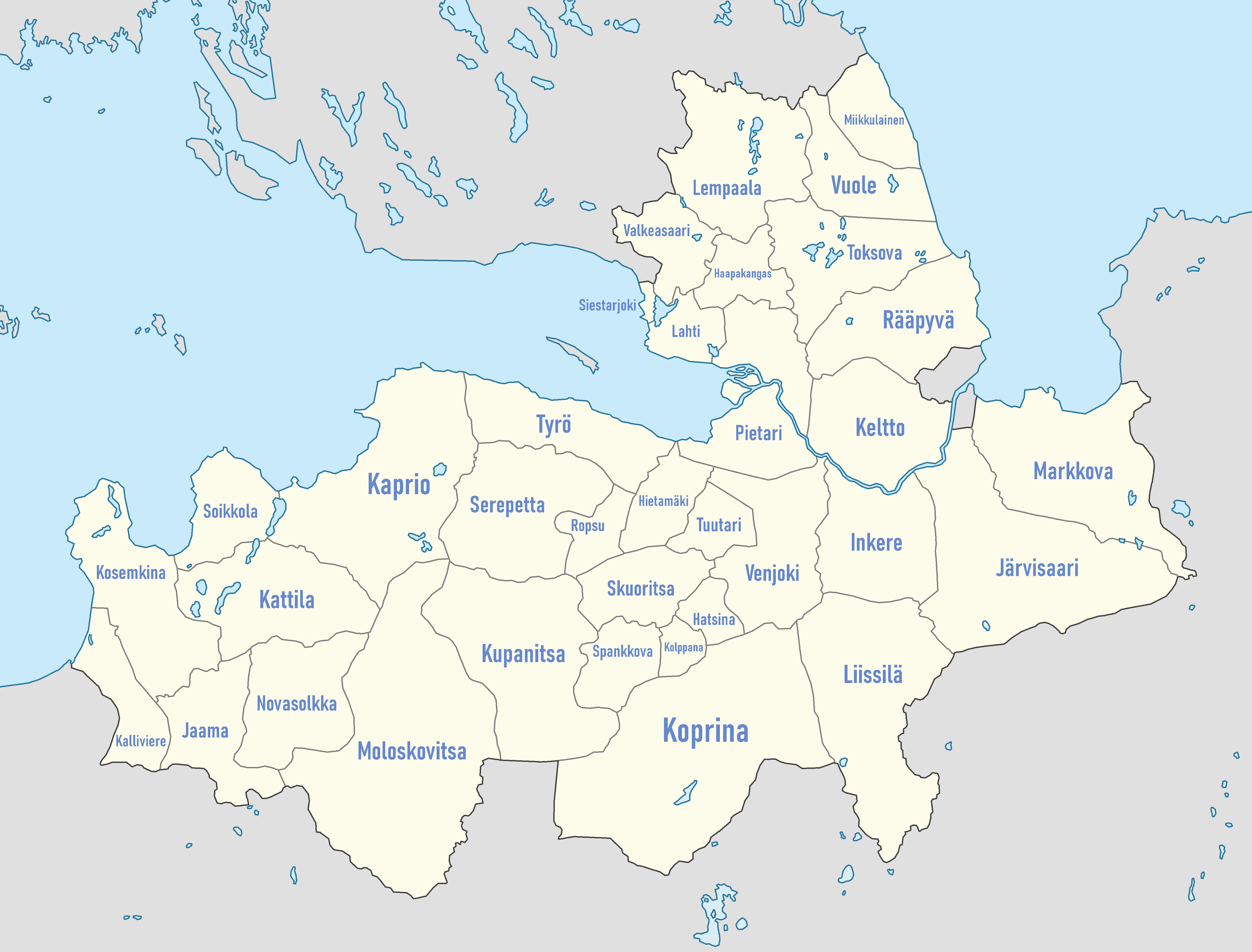
Мапа лютеранських парафій в Інгерманландії (1900)

Новгородський вплив в Інгерманландії досяг свого піку після підписання першого мирного договору зі Швецією — «Ореховського миру», підписаного у спеціально закладеної фортеці Орешек в 1323.
У XV сторіччі Іжора, як і вся Новгородська земля була приєднана до Великого князівства Московського. Для охорони своїх західних кордонів у 1492, за наказом князя Івана III була побудована фортеця Івангород.

### Іжорська земля в складі Московського Царства

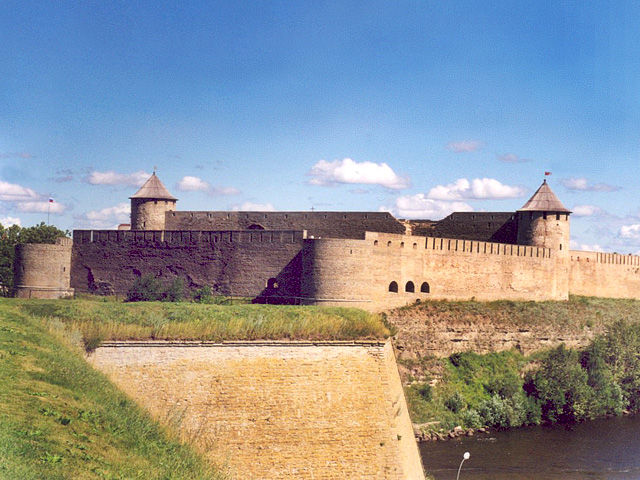
Івангородська фортеця

У результаті опричнини, а також через проблеми Лівонської війни, що розпочалася, багато міст і сіл Інгерманландії зазнали руйнації та спорожніли. У селах Водської п'ятини залишилося всього 6 % населених дворів.
У травні 1583 за підсумками невдалої для Івана Грозного війни Московське царство уклало Плюсське перемир'я зі Швецією, за яким позбавлялося майже всієї території Інгерманландії.

### Шведська Інгерманландія (1583—1595, 1617—1702)

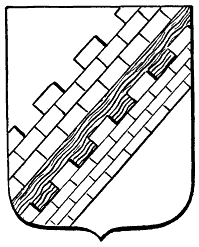
Герб Інгрії за часи шведського панування

У 1583, Інгрія стала володінням (домініоном) Швеції (швед. Svenska besittningar), тобто на відміну від провінції, мала статус загарбаної території і перебувала під владою генерал-губернатора, який був підпорядкований безпосередньо королю.
У 1595, Інгрія була повернута Московській державі по Тявзинському договору.
На початку XVII сторіччя під час Смутного часу шведські війська воювали на боці царя Василя Шуйського, який за висновками Виборзького договору 1609 пообіцяв за військову допомогу Кексгольмську волость. Оскільки московський уряд затягував з виконанням зобов'язань, шведи окупували Іжорську землю і Новгород. Новий цар Михайло Федорович змушений був по Столбовському миру 1617, поступитися Інгерманландією Швеції. Інгрія стала перешкодою для проникнення росіян на Карельський перешийок. Швеція взяла під свій контроль всю торгівлю через Балтійське море.
Міста Івангород, Ям (нині Кингисепп), Копор'є і Нотебург (нині Шліссельбург) стали центрами шведських ленів. Такий адміністративний розподіл по суті в точності відтворював російський розподіл на повіти. Торговим і адміністративним центром Шведської Інгрії стало місто Нієншанц (з 1642), а з 1656 місцем перебування генерал-губернатора стала Нарва.
Територія Іжорської землі залишалася малозаселеною. Через повинності і розпочавшихся релігійних утисків православне населення залишало межі шведської Інгрії. Вже до початку 1620-х, в Івангородському, Копорському, Ямському ленах спустіло 60 % селищ. У 1664, у регіоні мешкало близько 15 тис. осіб. У спустошеною війною Інгерманландії шведи проводили активну переселенську політику. Почалася переселення на вільні землі селян з Карельського перешийка, з привиборзьких повітів і провінції Саво. Частина інгерманландських земель була поділена між представниками ярлів і наближеними короля, на чиї нові маєтки почалася активна висилка винних шведських підданих. Ям, Копор'є й Івангород з повітами були віддані в оренду колишньому ревельському купцю Богиславу Розену.
Спустілі землі почали також заселятися колоністами з Північної Німеччини: у великих містах Копор'є і Виборг оселилися німецькі дворяни, купці, ремісники. Крім цього, після укладення у 1661 Кардисського миру посилився процес міграції фінів-лютеран (Інкері) з центральних областей Фінляндії і Карелії.
Шведські спроби поширення лютеранства зустрічали опір православного населення. Попри те, що прийняття лютеранства звільняло новонавернених від податків, кількість людей які прийняли нову віру була невеликою. У шведський період в Інгерманландії було засновано 25 лютеранських приходів.

### Інгерманландія у складі Російської імперії (1702—1917)
Після майже ста років перебування у складі Шведського королівства Інгерманландія стала частиною Російської імперії за результатами Північної війни 1700—1721 (становище офіційно закріплено Ништадським миром). У 1703 в гирлі Неви на узбережжі Фінської затоки було закладено місто Санкт-Петербург, яке у 1712, стало столицею.
Петро I заснував на території Інгерманландії «герцогство Іжорське». Першим (і останнім) герцогом Іжорським став Олександр Меншиков. У 1708 територію було змінено в Інгерманландську губернію (з 1710 — Санкт-Петербурзька, в 1914—1924 Петроградська губернія).
На території регіону було сформовано кілька нових полків російської армії, у тому числі Інгерманландський піхотний полк Меншикова.
У 1715, у Санкт-Петербурзі спущений спроектований Петром I лінійний корабель «Інгерманланд», що став флагманом імператора.

### Радянська  влада в Інгрії
Відразу ж після Жовтневого перевороту північна частина Інгерманландії за підтримки незалежної Фінляндії, проголосила державний суверенітет (республіка Північна Інгрія зі столицею у селі Кир'ясало у Всеволозькому районі Ленінградської області). Державність Північної Інгрії існувала 1918—1920. Для радянської влади ці події стали приводом сприймати інгерманландців як неблагонадійний елемент.
У 1920, за умовами Тартуського договору між РРФСР і Естонією невелику частину західної Інгрії було включено до складу Естонської республіки.
З 1927 року територія Інгерманландії ввійшла до складу Ленінградської області. Після виселення з області, а особливо з прикордонних районів, людей, яких радянська влада вважала неблагонадійними елементами, зокрема, основної частини балтійсько-фінського населення в 1936-му, 1942-му, 1943-му роках й під час повоєнних репресій, національний склад Інгерманландії докорінно змінився.

### Російська  влада в Інгрії
Ідея незалежної Іжорії не зникла і на 2020-ті роки. Останні масові акції її прихильників відбулися в Санкт-Петербурзі в 2014 році.

## Народи

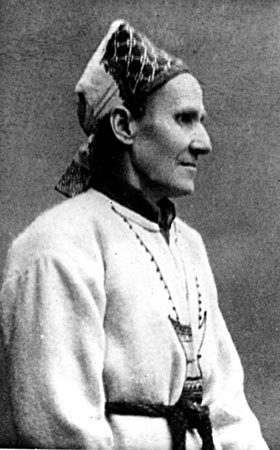
Ларин Параске (Параскева Нікітіна), іжорська оповідачка.

У різний час, на території Інгерманландії мешкали такі народи:
- Іжора
- Водь
- Росіяни
- Шведи
- Німці
- Інгерманландські фіни
- Вепси
- Карели

### Етнічна історія
Одним з найдавнішим населенням Інгерманландії, мабуть були лопарі (саами) — давній оленярський народ фіно-угорського походження, що колись населяв усю Карелію, у тому числі — Карельський перешийок. Про його давню присутність на території Інгерманландії залишилися в основному, свідчення в топоніміці краю. Зокрема, в Ореховецькому повіті Водської п'ятини, який у XV—XVII сторіччі займав східну частину Інгрії, існував Єгор'євський Лопський погост (лопь — літописна назва лопарів).
У першому тисячолітті до Р. Х. на території Інгерманландії з'являються Корела й Іжора — кровоспоріднені фіно-угорські племена, які у давнину ймовірно були єдиним народом. Існують версії, що вони відтіснили з Принев'я Ємь, яка у літописний час мешкала у центральній Фінляндії. У західній частині Інгерманландії з найдавніших часів мешкало плем'я Водь.
На рубежі тисячоліть вже помітні торгові контакти населення майбутніх іжорських земель із одного боку з варягами, а з іншого — зі слов'янами (приільменськими словенами Новгородської землі). У руських літописах фіно-угорське населення краю отримує назву чудь.
На думку П. Є. Сорокіна з 1323, починається масове заселення росіянами узбережжя Неви.
З приходом росіян автохтонне населення відчуло серйозний вплив російської культури, який, зокрема, позначилося на мові — майже всі вони двомовні. І водь, й іжора прийняли православ'я за активної участі росіян місіонерів.

### Інгерманландські фіни
Субетнічна група інгерманландських фінів є нащадками емігрантів-лютеран, переселених шведським урядом у XVII сторіччі з заходу Карельського перешийка і з центральних районів Фінляндії. Наразі в Інгерманландії мешкає близько 20 тис. інгерманландських фінів. Раніше з середовища інгерманландських фінів особливо виділялися дві групи: еурямьойсет і савакот. Вони відрізнялися один від одного за походженням, говором, звичаями і одягом.
Інгерманландські фіни завжди були тісно пов'язані з міською культурою. Під час репресій за етнічною ознакою в 1930-і, а також під час Радянсько-фінської війни 1939—1940 років і Другої світової війни чисельність різко скоротилася. Так, наймасовіші депортації фінського населення в Сибір і на Далекий Схід відбувалися наприкінці березня 1942.
Протягом 1990-х, багато фінів, які залишилися в Інгерманландії, отримали право на репатріацію, та емігрували до сусідньої Фінляндії. З інгерманландськими фінами історично пов'язана діяльність лютеранської Церкви Інгрії (ЕЛЦІ).